# Майдани (Куявсько-Поморське воєводство)
Майдани (пол. Majdany, нім. Meiden) — село в Польщі, у гміні Хростково Ліпновського повіту Куявсько-Поморського воєводства.
Населення — 89 осіб (2011).
У 1975-1998 роках село належало до Влоцлавського воєводства.

## Демографія
Демографічна структура станом на 31 березня 2011 року:
|          | Загалом | Допрацездатний вік | Працездатний вік | Постпрацездатний вік |
| -------- | ------- | ------------------ | ---------------- | -------------------- |
| Чоловіки | 39      | 8                  | 27               | 4                    |
| Жінки    | 50      | 13                 | 28               | 9                    |
| Разом    | 89      | 21                 | 55               | 13                   |